# 陳書 (畫家)

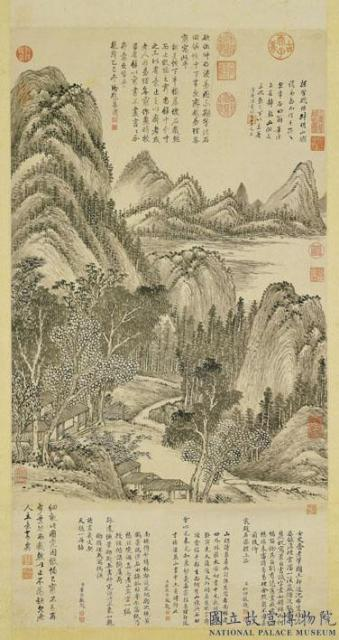
山窗讀易圖

陳書（1660年—1736年），字南樓，號復庵，又號上元弟子、南樓老人，浙江省秀水（今嘉興）人，清代女畫家，清代名臣錢陳群之母。錢陳群深得乾隆帝賞識，其母畫作因此为乾隆帝所知，其后陳書畫作相當一部分收入大内，現藏於北京故宮博物院和臺北國立故宮博物院。陳書擅人物、山水、花鳥等畫，畫風清炯高秀，力追古人。陳書被認爲是清代女畫家第一人，以及“秀水畫派”之開創者。

## 生平

松菊图 (1705年)

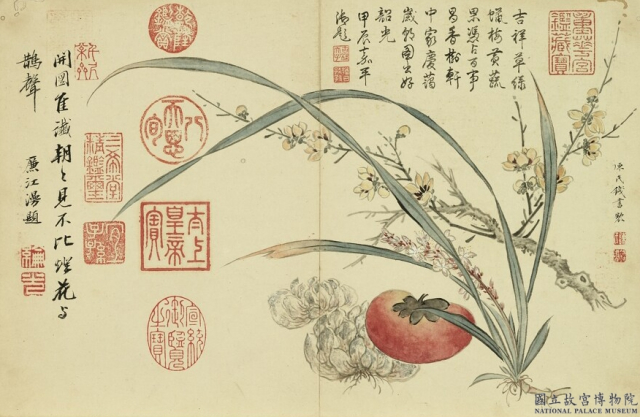
吉祥花

陳書生於浙江嘉興名門，世出南宋宰相陳康伯。其父亦为畫家，因此從小得以自學作畫。陳書又學習藝術及儒家經典，一反當時對女子教育之成見。其後，陳書嫁予當地望族錢綸光，一邊買畫貼補家用，一邊教導子女讀書。陳書侍奉舅姑，助錢綸光款待賓客，週助鄰里，處理家事甚善。錢綸光卒後，陳書獨自撫養其子錢陳群成人。陳書又從父家錢家在江南各家族内收徒，教授作畫，其中包括後來亦成名的錢維城。其學生亦包括書畫收藏家、評論家张庚（張是錢家的養子）。
陳書晚年專攻山水畫。當時女畫家由於不便出行，很少以山水作爲主題。陳書雖鮮有機會外出旅行，然能研習各畫家之山水畫以為己所用。又善作詩，成三卷，卻告誡其子錢陳群毋予付刻。
陳書子錢陳群曾為其母作傳記，稱讚其爲儒家道德楷模，並稱頌其藝術造詣及對其夫家族後代的影響。錢陳群又提及母親救濟窮人之善舉與鬻畫持家之美德。